# Gernstall
Gernstall ist ein Gemeindeteil der schwäbischen Kreisstadt Mindelheim im Landkreis Unterallgäu (Bayern).

## Geographie

### Lage
Gernstall liegt etwa einen Kilometer südlich des Stadtzentrums Mindelheims und einen Kilometer nördlich von Apfeltrach an der A 96. Durch die Fluren des Dorfes fließt die Mindel.

### Gliederung
Zur Gemeinde Gernstall gehörten die Gemeindeteile Unggenried, Vogelhäuser, Weihermühle und Sankt Georgen.

## Geschichte
Die erste urkundliche Erwähnung fand das Dorf 1295. In der Urkunde treten die Mindelberger, zu dieser Zeit Herrschaftsinhaber, den Wernershof, gelegen zwischen den Gütern des Ulrich von Berwang (Börwang bei Kempten) und des Meiers (Meierhof) in Geroldestal, an die Mindelheimer Augustinereremiten ab, die zuvor auf Wunsch der Herrschaft einen Hof in Zaisertshofen an das Kloster Steingaden abgegeben haben.
Der genannte Ortsname, die Talsiedlung eines Gerold, Gernolt oder Gernhold beschreibend, wird im Laufe der Jahrhunderte zu Gerunstal (1390, 1419) und Gerenstal (1467 bis 18. Jahrhundert), woraus schließlich die Missbildung Gernstall entstand.
Die Mindelheimer Augustiner erweiterten ihren Besitz in Gernstall. Am 6. Dezember 1390 erhielten sie von Jos zu Hürnbach zu Altensteig die Mühle, die sie wohl später wieder aufgaben, weil sie 1515 die Zinsrechte an ihr erwarben. Nach dem Mindelheimer Kastenamtsurbar war die Mühle 1616 herrschaftseigen. Das Kloster Rottenbuch war in Gernstall ebenfalls begütert, 1724 besaß es dort einen Hof.
Die Kapelle Zu den Sieben Schmerzen Mariens, eine Filialkirche der Pfarrei St. Stephan, Mindelheim, wird 1749 erstmals genannt und als restauriert bezeichnet. Sie muss daher schon längere Zeit bestanden haben.
Gernstall war bis 1821 ein Weiler, danach ein Dorf und eine Gemeinde. Diese wurde am 1. Oktober 1971 in die Stadt Mindelheim eingemeindet, gehörte aber bereits seit langer Zeit als Filiale zur Pfarrei St. Stephan in Mindelheim.

## Einwohnerentwicklung
Die Bevölkerungszahl schwankte in Gernstall seit dem 19. Jahrhundert nur wenig. Trotz der Stadtnähe zu Mindelheim ist es nie wesentlich über seinen mittelalterlichen Umfang hinausgewachsen. Wie schon in der Urkunde von 1467 wird es auch 1821 noch als Weiler mit 12 Häusern, 20 Familien und 81 Seelen bezeichnet.
| Jahr | Einwohner |
| ---- | --------- |
| 1840 | 159       |
| 1871 | 191       |
| 1900 | 192       |
| 1939 | 172       |
| 1950 | 234       |
| 1961 | 166       |
| 1970 | 187       |